# Celama megasema
Celama megasema är en fjärilsart som beskrevs av George Francis Hampson 1914. Celama megasema ingår i släktet Celama och familjen trågspinnare. Inga underarter finns listade i Catalogue of Life.